# エアバスA330neo
エアバスA330neo
TAPポルトガル航空のA330-900
- 用途：旅客機
- 分類：ワイドボディ機
- 製造者： エアバス
- 運用者

  - TAPポルトガル航空
  - デルタ航空
  - ライオン・エア
  - スターラックス航空
  - ほか
- 初飛行：2017年10月19日
- 生産数：129機(2024年4月現在)
- 運用開始：2019年
- 運用状況：運用中

エアバスA330neo (Airbus A330neo) は、ヨーロッパのエアバス社が開発・製造しているワイドボディの双発旅客機で、エアバスA330の新世代ジェット機である。

## 歴史
2014年7月14日、エアバスはA330-800とA330-900のローンチを発表した。A330-800とA330-900の2型式は共通の機体構造、エンジン、乗務員訓練などが採用され99％の共通性を持ち、路線ネットワークで2機種を柔軟に運用可能としている。
2015年9月、A330neoの製造をフランスのトゥールーズとナントの工場で始めた。工場では最初のメタルカットが行われ、エンジンパイロンの加工、中央翼の製造も始まった。
2017年10月19日、A330-900（機体記号F-WTTN）がフランストゥールーズ・ブラニャック空港で初飛行。4時間13分のテスト飛行を無事終えた。2018年2月5日には、A330-800（機体記号F-WTTO）がロールアウトした。2018年6月18日 - 7月7日の期間、TAPポルトガル航空に引き渡しされる予定のA330-900（機体記号F-WWKM、エアバス登録）で世界15都市の路線実証（ルートプルービングテスト）飛行テストを実施。
2018年9月26日、A330-900について欧州航空安全庁 (EASA) から型式証明を取得。テスト飛行では試験機2機で1,400飛行時間を実施したと発表。2018年11月6日、F-WTTOがトゥールーズ・ブラニャック空港で初飛行し4時間4分のテスト飛行を無事終えた。
2018年11月26日、TAPポルトガル航空に世界初のA330-900（機体記号CS-TUB、元F-WWKM）を納入。2020年10月29日、クウェート航空に世界初のA330-800（機体記号9K-APF）を納入。

## 設計・開発
従来のA330型機より25％以上の燃費向上を目標として開発された。エアバスA320neoで採用された新型軽剛体 (light composit materials) とシャークレットを使用することで燃費向上を図った。また、新型エンジンのロールス・ロイスplc製トレント7000を搭載することでさらなる燃費向上と騒音削減など環境性能の向上も図っている。燃費向上によって従来型A330 (A330ceo) より航続距離も長くなり、ボーイング787やエアバスA340と同等の距離の運航が可能となった。1人あたりの運航経費を抑えることで航空会社からの需要を見込んでいる。
従来の機体構造を軽量化させており、機体直径内寸法はエアバスA350の方が数センチメートル (cm) 広い。外観上の主な変更点は、A350にも採用された新設計の湾曲した主翼とシャークレットを搭載したこと。また、A330ceoの主翼が60.3メートル (m) なのに対しA330neoでは64 mに延長されたことなどが挙げられる。2015年に大韓航空の航空宇宙本部をサプライヤーとして決定し、シャークレットの供給を受けている。
客室では、「Airspace by Airbus」を初導入。客室階下にある既存の貨物室エリアを活用した航空貨物コンテナ、LD-36 (318 cm×244 cm×163 cm) の中に、乗客が利用できるベッドを並べることができる。乗客は客室から階段を降りて寝室モジュールを利用でき、モジュールは需要に応じて従来の貨物コンテナとの積み替えも可能。これはゾディアック・エアロスペースとの提携で開発され、オプションで採用できる。

## 運用航空会社

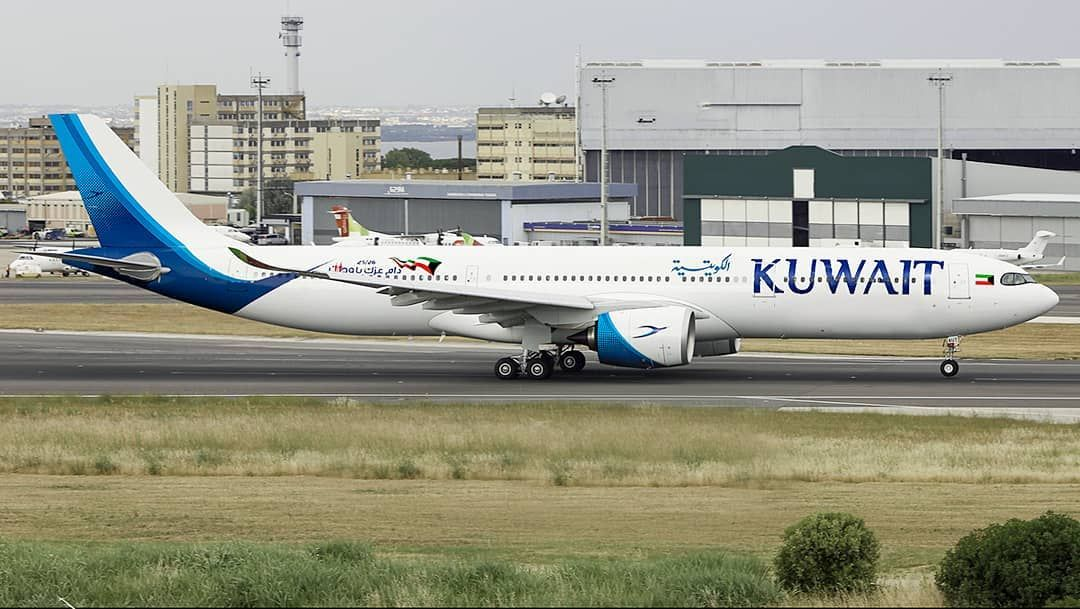
クウェート航空のA330-800

| 航空会社                         | A330-800 | A330-900 | 合計 |
| -------------------------------- | -------- | -------- | ---- |
| エアカラン                       | —        | 2        | 2    |
| エア・グリーンランド             | 1        | —        | 1    |
| モーリシャス航空                 | —        | 2        | 2    |
| エア・セネガル                   | —        | 2        | 2    |
| アズールブラジル航空             | —        | 5        | 5    |
| セブパシフィック航空             | —        | 8        | 8    |
| コンドル航空                     | —        | 15       | 15   |
| コルセール・インターナショナル   | —        | 6        | 6    |
| デルタ航空                       | —        | 27       | 27   |
| ガルーダ・インドネシア航空       | —        | 3        | 3    |
| ITAエアウェイズ                  | —        | 9        | 9    |
| クウェート航空                   | 4        | —        | 4    |
| ライオン・エア                   | —        | 8        | 8    |
| オーベスト航空                   | —        | 2        | 2    |
| スターラックス航空               | —        | 4        | 4    |
| サンクラス航空                   | —        | 2        | 2    |
| TAPポルトガル航空                | —        | 19       | 19   |
| ウガンダ航空                     | 2        | —        | 2    |
| ヴァージン・アトランティック航空 | —        | 4        | 4    |
| 非公開                           | —        | 4        | 4    |
| 合計                             | 7        | 122      | 129  |

## 運用状況

### 機種別
2024年4月現在
|          | 受注 | 納入 | 残  |
| A330-800 | 12   | 7    | 5   |
| A330-900 | 287  | 122  | 165 |
| 合計     | 299  | 129  | 170 |

### 年別
|        |          | 2014 | 2015 | 2016 | 2017 | 2018 | 2019 | 2020 | 2021 | 2022 | 2023 | 2024 | 合計 |
| 受注数 | 受注数   | 120  | 52   | 42   | 6    | 18   | 99   | -6   | 22   | -55  | 8    | -7   | 299  |
| 引渡数 | A330-800 | –    | –    | –    | –    | –    | –    | 3    | 1    | 1    | 2    | 0    | 7    |
| 引渡数 | A330-900 | –    | –    | –    | –    | 3    | 41   | 10   | 11   | 22   | 27   | 8    | 122  |
| 引渡数 | 合計     | –    | –    | –    | –    | 3    | 41   | 13   | 12   | 23   | 29   | 8    | 129  |

## 仕様
|                        | A330-800                                           | A330-900                                           |
| ---------------------- | -------------------------------------------------- | -------------------------------------------------- |
| 全長                   | 58.82 m (193.0 ft)                                 | 63.658 m (208.85 ft)                               |
| 全高                   | 17.39 m (57.1 ft)                                  | 16.788 m (55.08 ft)                                |
| 全幅                   | 64.0 m (210.0 ft)                                  | 64.0 m (210.0 ft)                                  |
| 客室内径               | 5.26 m / 17 ft 3 in                                | 5.26 m / 17 ft 3 in                                |
| エンジン (×2)          | ロールス・ロイス トレント7000-72                   | ロールス・ロイス トレント7000-72                   |
| エンジン出力 (×2)      | 324.0 kN / 72,834 lbf（離陸時）                    | 324.0 kN / 72,834 lbf（離陸時）                    |
| 燃料容量               | 139,090 l (36,740 US gal), 111,272 kg (245,313 lb) | 139,090 l (36,740 US gal), 111,272 kg (245,313 lb) |
| 最大運用速度           | Mach 0.86 (496 kn; 918 km/h)                       | Mach 0.86 (496 kn; 918 km/h)                       |
| 最大離陸重量           | 251 t (553,000 lb)                                 | 251 t (553,000 lb)                                 |
| 運航乗務員数           | 2名                                                | 2名                                                |
| 標準座席数 （3クラス） | 257                                                | 287                                                |
| 最大座席数 （1クラス） | 406                                                | 440                                                |
| 貨物容量               | 27 LD3 or 8 pallets + 3 LD3                        | 33 LD3 or 9 pallets + 5 LD3                        |
| 航続距離               | 8,150 nmi / 15,094 km                              | 7,200 nmi / 13,334 km                              |